# Calymmanthera
Calymmanthera là một chi thực vật có hoa trong họ, Orchidaceae.